# زولتسباختال
زولتسباختال (به آلمانی: Sulzbachtal) یک شهر در آلمان است که در کایزرسلاوترن واقع شده‌است. زولتسباختال ۴۷۶ نفر جمعیت دارد.